# Rafał Kurzawa
Rafał Maciej Kurzawa (* 29. ledna 1993) je polský profesionální fotbalista, který hraje na pozici levého křídla za klub Pogoń Szczecin (k 2023).

## Klubová kariéra
Dne 31. ledna 2019 byl Kurzawa na šest měsíců poslán na hostování do dánského klubu FC Midtjylland. Kurzawa se vrátil do Amiens SC v létě 2019, ale nenastoupil do žádného zápasu. Dne 26. ledna 2020 byl pro zbytek sezóny znovu poslán na hostování, tentokrát do Esbjerg fB. V létě 2020 se vrátil do Amiens, kde byla jeho smlouva ukončena po vzájemné dohodě 6. října toho roku.

## Reprezentační kariéra
V červnu 2018 byl Kurzawa jmenován do posledního 23členného týmu polského národního týmu pro Mistrovství světa ve fotbale 2018 v Rusku.
V roce 2017 odehrál za Polsko jeden zápas a v roce 2018 šest.